# Цибуленко Микола Васильович
Мико́ла Васи́льович Цибуле́нко (1942, Веприк —†1998) — український військовик, один із організаторів створення збройних сил незалежної України, генерал-майор.
Народився в селі Веприк Фастівського району Київської області. Закінчив Кавказьке Суворовське училище зі срібною медаллю, Ленінградське вище військово-командне училище, Військову академію ім. Фрунзе, Академію Збройних Сил України. Кандидат військових наук, доцент. В 1992 році обраний членом-кореспондентом Інженерної академії України за фахом комунікації.
Проходив військову службу на командних посадах у різних округах Радянського Союзу та за його кордонами.
Зробив великій внесок у становлення та розбудову армії незалежної України, особливо в Криму. Активний учасник Спілки офіцерів України. Організатор і перший начальник Одеського інституту Сухопутних військ. Перший начальник Управління зовнішніх зв'язків Генерального штабу України.
Учасник бойових дій. Нагороджений орденами й медалями як Радянського Союзу, так і багатьох іноземних держав. Відзначений Ювілейним Хрестом спілки колишніх українських вояків у Канаді, нагороджений Хрестом спілки офіцерів України за патріотизм і відданість Українській державі (посмертно).
20-й з'їзд Спілки Офіцерів України прийняв звернення до Міністра оборони України "стосовно увічнення пам’яті генерала Миколи Цибуленка, організатора Збройних Сил України, першого начальника Одеського інституту сухопутних військ".